# Pierikpakte

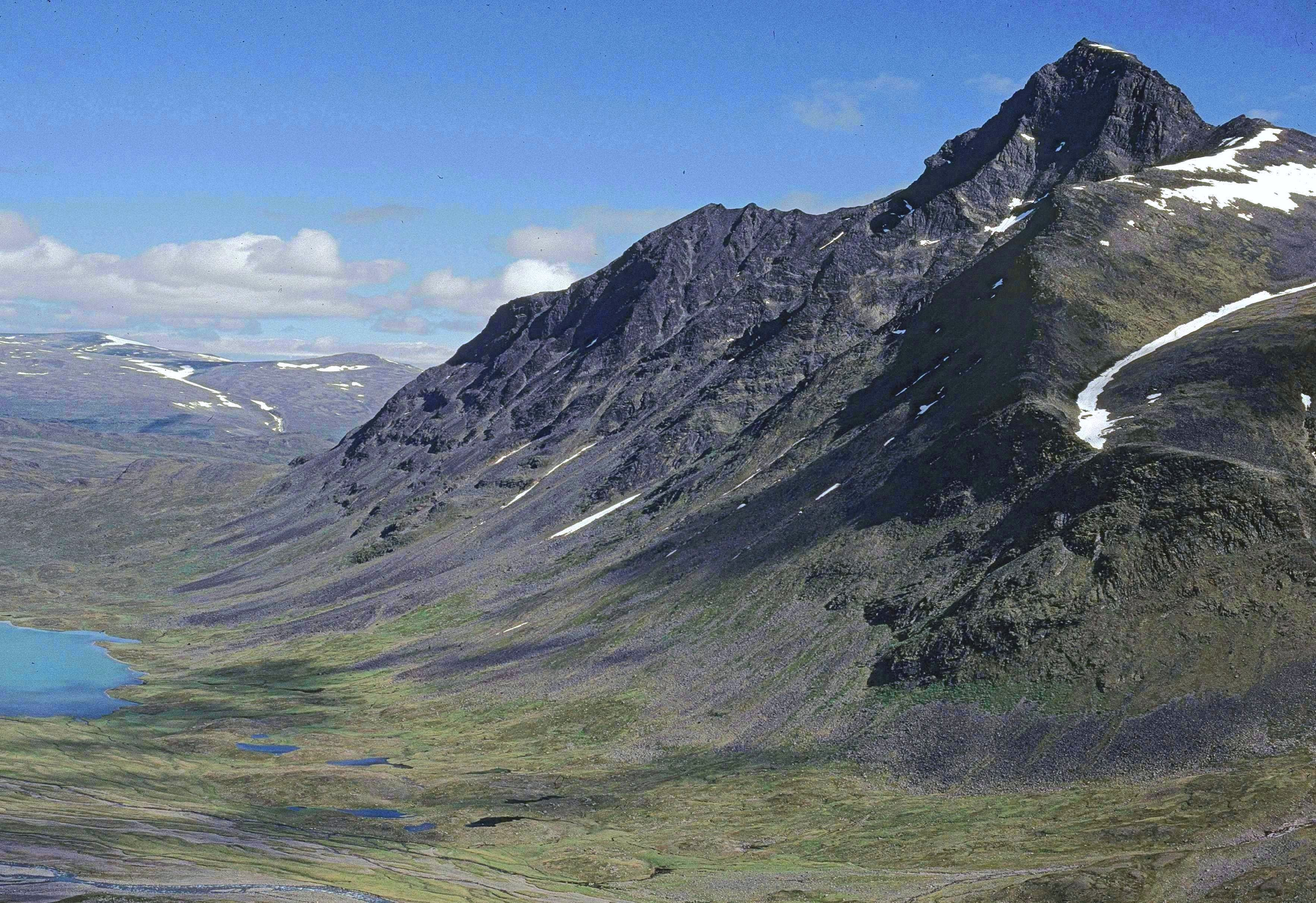
Pierikpakte och sjön Pierikjaure

Pierikpakte är ett fjäll i östra delen av Sareks nationalpark och är en del av Ähparmassivet. Höjden över havet är 1789 meter.
Bergets samiska namn kan ungefär översättas till "Galningens topp/klippa" vilket troligen syftar på svårigheten att bestiga berget; partierna kring toppen är mycket branta och exponerade.